# میوزیک فور نیشنز
میوزیک فور نیشنز (به انگلیسی: Music for Nations) یک ناشر موسیقی بریتانیایی است که تمرکزش بر روی پخش آثار راک و متال می‌باشد. این شرکت تابع یک ناشر بزرگتر به نام زامبا گروپ فعالیت دارد. این ناشر در سال ۱۹۸۳ توسط مارتین هوکر بنیان‌گذاری شد و توانست خودش را به عنوان یک لیدر اروپایی در دنیای راک و متال به همراه هنرمندان بدوی مانند متالیکا، اسلیر، تانک، اکسیستر و مگادث معرفی کند. همچنان که شرکت رشد می‌کرد، فعالیت خودش را به هنرمندان غیر آمریکایی بسط داد، آثار هنرمندانی مانند آناتما، کریدل آو فیلث، اپث و تستمنت.
در سال ۲۰۰۴ شرکت به فعالیتش خاتمه داده و در سال ۲۰۱۵ توسط سونی میوزیک دوباره احیا شد.

## هنرمندان
- Acid Drinkers
- Agent Steel
- Alaska
- Amplifier
- آناتما
- آنترکس
- Apes, Pigs & Spacemen
- Baby Tuckoo
- Battleaxe
- The Beyond
- کندل‌مس
- Chrome Molly
- کریدل آو فیلث
- Creation of Death
- Darkmoon
- Dispatched
- Dead Potatoes 2003–2006
- Drive She Said
- Earthshaker
- Entombed
- Exciter
- اکسدس
- د اکسپلویتد
- Freak of Nature
- گادفلش
- Hed PE
- Hellion
- Helstar
- InMe
- Legs Diamond
- Lost Horizon
- Loudness
- Lowfive
- منووار
- Eric Martin
- Meanstreak
- مگادث
- مرسی‌فول فیت
- متالیکا
- Mike Tramp
- Mindfunk
- Nuclear Assault
- Onslaught
- Opeth
- Paradise Lost
- Q5
- Ratt
- Rio
- The Rods
- Rogue Male
- Rox
- Sarcófago 1985–1986
- سوتیج
- Sirrah 1995–1999
- Spiritual Beggars
- Jack Starr
- Sugarcreek
- Surgin
- Thrasher
- Tigertailz 1990–2005
- TKO
- Tyketto
- Turbo 1990–1991
- Robin Trower
- Twelfth Night
- Tygers of Pan Tang
- ونوم ۱۹۸۹–۱۹۹۲
- Virgin Steele
- وسپ
- Wolf Spider 1990–1991
- Waysted
- وندی او ویلیامز
- X Is Loaded